# Éric Bouvelle
Pour les articles homonymes, voir Éric Bouvelle.
 (octobre 2019).
Si vous disposez d'ouvrages ou d'articles de référence ou si vous connaissez des sites web de qualité traitant du thème abordé ici, merci de compléter l'article en donnant les références utiles à sa vérifiabilité et en les liant à la section « Notes et références ».
Éric Bouvelle (né le 1er février 1972 à Nevers) est un accordéoniste français.

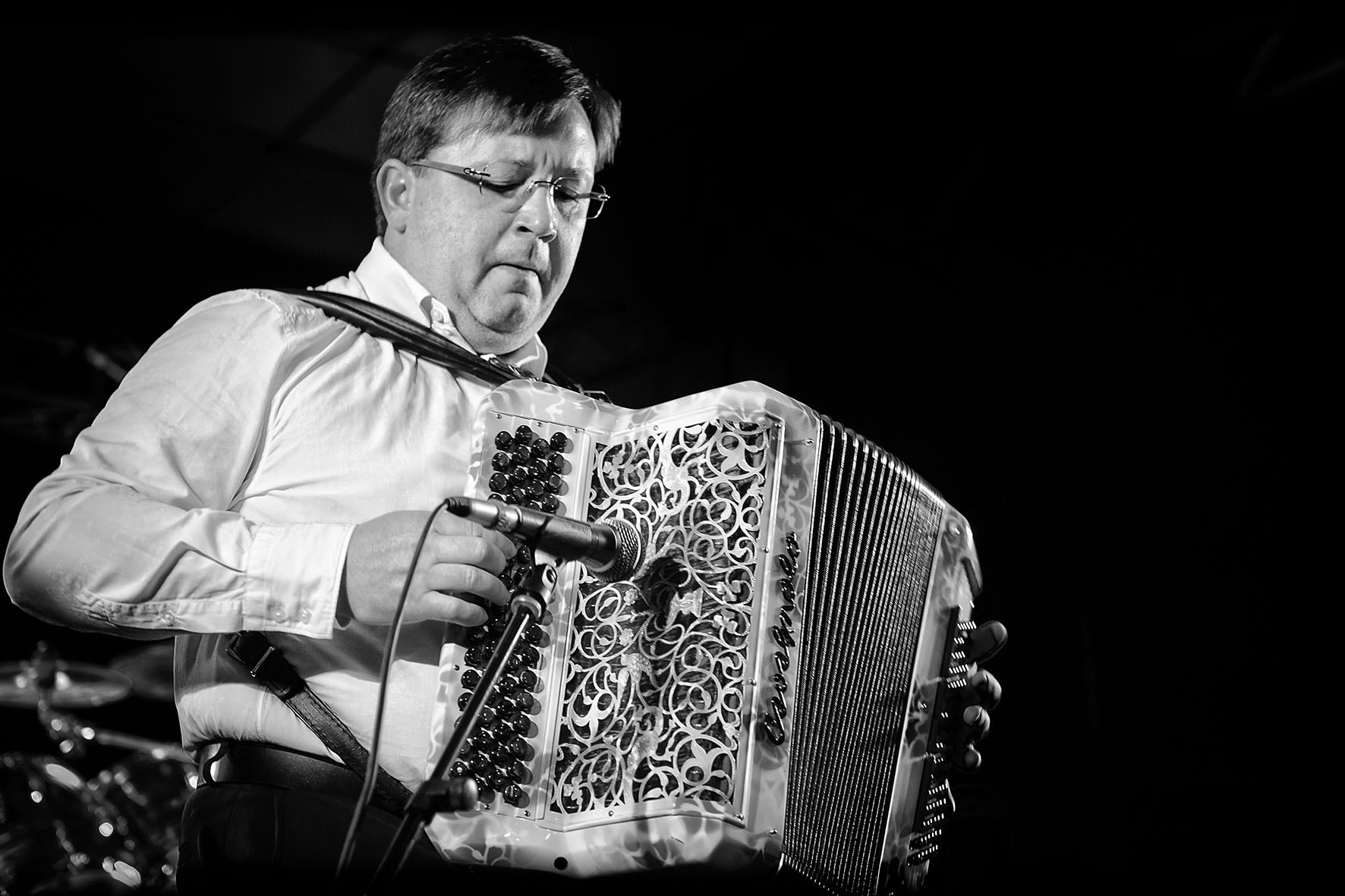
Éric Bouvelle à Cany-Barville (76) en 2015

## Biographie
Il commence l'étude de la musique et de l'accordéon en 1978 à l'Accordéon-club nivernais avec Bernard Girard pour professeur. En 1979, il participe à son premier concours d'accordéon dans la 1re catégorie UNAF préparation aux concours. Le jury, sous la présidence de Joë Rossi, lui décerne le 1er prix. Par la suite, tous les ans, il remporte les concours d'accordéon UNAF en montant chaque fois dans la hiérarchie et dans le niveau de difficultés. En 1980, il anime son premier bal avec son père. Quatre ans  plus tard, il est introduit à Jo Privat qui deviendra par la suite son parrain musical. En 1985, à la suite de cette rencontre, Éric enregistre son 1er disque 45 tours, Mains de Velours dans le studio Jo Privat junior. La même année, il remporte le trophée international junior Joss Baselli, présidé par André Astier, et participe à sa première émission de télévision, la Chance aux chansons avec Pascal Sevran, il a alors treize ans. 
En 1986, Alain Musichini (champion du Monde) l'emmène pour son premier voyage à l'étranger, se produire en concert au Danemark. À son retour, Éric participe au concours d'accordéon d'Abbeville présidé par Maurice Larcange qui lui décerne le 1er prix (un accordéon Piermaria). En décembre de la même année, Éric réussit le doublé en remportant la Coupe UNAF basses-standard et la Coupe UNAF divertissement-variétés en catégorie excellence qui fait de lui le Champion de France d'accordéon 1987. En 1987, son second parrain musical Maurice Larcange poursuivant son idée crée les Petits Prodiges de l'Accordéon avec entre autres Éric Bouvelle, Alexandra Paris, Domi Emorine et Sébastien Farge. Il remporte le concours d'Offoy (dans la Somme) et celui de Tulles. En juin, il part en tournée en Finlande. En septembre 1987, il devient le plus jeune chef d'orchestre professionnel. 
En mars 1988, il anime à Copenhague un Bal à la Française en présence de son altesse le Prince du Danemark. 
Entre les galas avec l'orchestre, les passages à la radio et à la télévision, Éric prépare activement la Coupe du Monde. En juin, à Vincennes, il termine premier de la sélection française. Le 1er octobre, à Trossingen en Allemagne, il présente un programme constitué de : Danse insolite (A.Astier), La mazurka du Diable (M. Ferrero) un arrangement qu'il réalise avec Max Bonnay et Richard Galliano sur le Sous les ponts de Paris (Rodor-Scotto), Shocking valse (C. Thomain), Honey fingers (J. Baselli et R. Galliano) et La Tempête (A. Astier), programme qui deviendra par la suite un modèle de référence pour les futurs sélectionnés à la Coupe du Monde. Vainqueur, il devient à 16 ans le plus jeune Champion du Monde de l'accordéon. 
En 1989, il obtient la médaille d'or de la SACEM. L'année suivante, il donne un concert à l'Olympia avec Pascal Sevran. En 1992, il est au Canada pour un concert au Festival International de Montréal. L'année 1993, il donne des concerts au Portugal, Pays-Bas, Suisse, Allemagne, et fait une tournée française et belge avec Pascal Sevran. En 1994, il accompagne le chanteur Paul Young. 
L'année 1995 est marquée par un concert à New York mais surtout par la création d'un fan club à son honneur. En 1996, Sony productions choisit Éric Bouvelle et son orchestre pour une série de disques de danses. Compositeur, il est aussi auteur d'environ 500 morceaux déposés à la SACEM, et devient en juin 2001 sociétaire définitif.
En 2008, musicien et comédien dans « Faubourg 36 » film de Christophe Barratier (musique de Reinhardt WAGNER) avec Gérard Jugnot, Clovis Cornillac, Kad Merad, Pierre Richard…  et François Morel qu'il a par ailleurs accompagné sur scène.
L'anthologie de l'accordéon voit le jour en 2014. Coffret de 6 CD, 151 titres en hommage à 50 légendes de l'Accordéon Français. Didier Lockwood, Romane, Aurélien Noel entre autres font partie de ses invités.
Le 30 octobre 2016, l'accordéoniste virtuose Éric Bouvelle devient le parrain du club Canycais. Lors de la cérémonie officielle de parrainage, il ouvre le déjeuner dansant en prononçant les mots suivants : « En 37 ans, le Cany-Accordéon-Club est devenu une institution et travaille toujours pour donner à l'instrument ses lettres de noblesse. La famille Lacour et le Club ont défendu les valeurs de l'accordéon et pas seulement au travers le bal musette, mais aussi dans le classique, le jazz... »
En 2019, musicien dans la pièce de théâtre Frou-Frou les bains de Patrick Haudecoeur qui sera nommée aux Molières dans la catégorie « Meilleur spectacle Musical ».
Sortie fin 2020 de l'album "Héritage" en compagnie de Nicolas Rapicault à l'accordéon ainsi que d'un coffret de 5 CD "Les tubes des années 70-80" commandé par Marianne Mélodie.